# Шейнов Денис Олексійович
Шейнов Дени́с Олексі́йович (нар. 30 січня 1978, Саратов, РСФСР) — російський військовий, майор, начальник Спеціальної інженерної служби 121-го важкого бомбардувального авіаційного полку 22-ї важкої бомбардувальної авіаційної дивізії ЗС РФ. Технічний організатор російського удару крилатими ракетами 8 липня 2024 року, які влучили, зокрема, по дитячій лікарні Охматдит у Києві.

## Життєпис
Денис Олексійович Шейнов народився 30 січня 1978 року в Саратові. Закінчив Саратовське вище військове інженерне командне училище ракетних військ. Начальник спеціальної інженерної служби, в/ч 85927.

## Служба
2018 року Шейнов виконував «спеціальні завдання» у Сирії.
Влітку 2024 року Шейнов відповідав за підготовку технічної частини удару крилатими ракетами, якими російські військовики 8 липня влучили, зокрема, по дитячій лікарні Охматдит у Києві, де на той час лікувалося 627 дітей. Лікарня зазнала серйозних пошкоджень, загинуло двоє людей, щонайменше 32 особи поранено, госпіталізовано 8 дітей. За даними ГУР, до обов'язків Шейнова як начальника спеціальної інженерної служби входить технічна підготовка крилатих ракет повітряного базування Х-101 до застосування літаками стратегічної авіації.

## Нагороди
- Медаль «За військову доблесть» II ступеня (2000)
- Медаль «За відмінність у військовій службі» I ступеня (2015)
- Медаль «Учаснику військової операції в Сирії» (2019)[8]

## Родина
- Дружина Єлена Михайлівна Шабалова, н. 30.04.1976, має сина та доньку, живуть у Саратові.